# The Fortunes
The Fortunes sind eine englische Musikband, die, im Kielwasser der Beatles und als Teil der British Invasion, in den 1960er Jahren erfolgreich wurde. Ihr besonderer Musikstil besteht vor allem aus sanften Balladen mit dreistimmigem Chorgesang und der Stimme von Rod Allen, der die Band über 40 Jahre lang leitete. Er starb 2008 im Alter von 63 Jahren an Krebs.

## Die Anfänge
Rod Allen wurde als Rodney Bainbridge in Leicester als Sohn von Ladenbesitzern geboren. Sein Interesse an populärer Musik wurde durch Skiffle geweckt, besonders durch die Stimme und Gitarre des Sängers Lonnie Donegan, dessen Fan-Club er im Alter von zwölf Jahren beitrat.
1958 zog die Familie nach Sparbrook, einem Distrikt von Birmingham, wo Rod die Moseley Grammar School besuchte. Später arbeitete er in einer Versicherungsgesellschaft, die er nach 18 Monaten verließ, um Berufsmusiker zu werden. Er gründete, gemeinsam mit seinen Freunden Glen Dale und Barry Pritchard, eine akustische Gitarrenband, The Clifftones.
1963 wechselte die Gruppe um auf elektrische Gitarren, mit Rod an der Bassgitarre, und erweiterte sich um Dave Carr (Keyboards, Mundharmonika) und Andy Brown (Schlagzeug). Der erste Manager der Band war Reg Calvert, Konzertveranstalter und späterer Besitzer des englischen Piratensenders Radio City. Calvert überredete die Musiker dazu, einen Sänger zu begleiten, dem er den Künstlernamen „Robbie Hood“ gegeben hatte.
Es war die Zeit der Umbenennungen, so dass aus den Clifftones zunächst The Merry Men, bald darauf The Fortunes Rhythm Group wurde. Auch Rod gab sich einen Künstlernamen, Allen, den er sich aus dem Telefonbuch herausgesucht hatte. Die Band übte ein Programm aus Songs von Dionne Warwick, Gene Pitney und Broadway Theaterstücken ein und hatte bald ein so umfangreiches Repertoire, dass Manager Calvert bei Auftritten gelegentlich dem Publikum zurief: „Wünscht euch irgendein Lied und wenn die Fortunes es nicht spielen können, zahle ich 5 Shilling!“
1963 gewann die Gruppe einen Beat-Wettbewerb im Gay Tower Ballroom in Edgbaston und erhielten darauf einen Schallplattenvertrag bei Decca Records. Die zweite Single, die sie dort aufnahmen, hieß „Caroline“ und wurde kein Hit, aber die Erkennungsmelodie des gleichnamigen Piratensenders vor der englischen Küste.

## 1965 bis 1969
Der Durchbruch in die obersten Plätze der Charts kam 1965 mit ihrer vierten Single „You’ve Got Your Troubles“. Sie erreichte Platz 2 in Großbritannien und Platz 7 in den USA. Das Lied war von Roger Cook und Roger Greenaway geschrieben worden, zwei englischen Tin Pan Alley Komponisten, die in den folgenden zehn Jahren zu den begehrtesten Songschreibern gehören sollten. Leadsänger des Songs war Rod Allen, ebenso wie bei den darauf folgenden Charthits „Here It Comes Again“ und „This Golden Ring“, letzteres ebenfalls eine Greenaway/Cook Komposition. Vor dem Erscheinen von „This Golden Ring“ tourte die Band zum ersten Mal durch die USA.
Nachdem die Musiker in einem Interview zugegeben hatten, dass sie bei der Aufnahme von „You’ve Got Your Troubles“ nicht selbst die Instrumente gespielt hatten, hatten sie Gelegenheit ihr Können Live bei der berühmten Poll Winners Show des New Musical Express in der Wembley Arena zu beweisen, wo sie „This Golden Ring“ vor tausend kreischenden Teenagern darboten.
Die Fortunes veröffentlichten in den 1960er Jahren zehn weitere Singles, die jedoch alle nicht an die Anfangserfolge anknüpfen konnten. Allerdings gelang ihnen 1969 mit ihrer Aufnahme von Seasons in the Sun, der von Rod McKuen getexteten Übersetzung von Jacques Brels „Le Moribond“, ein Nummer-vier-Hit in den Niederlanden. Nach dem Vorbild der Beatles und anderer Bands dieser Zeit nahmen sie nun auch Eigenkompositionen auf, vor allem aus der Feder von Rod Allen und Barry Pritchard, darunter das 1967 erschienene „The Idol“.

## 1970 bis heute

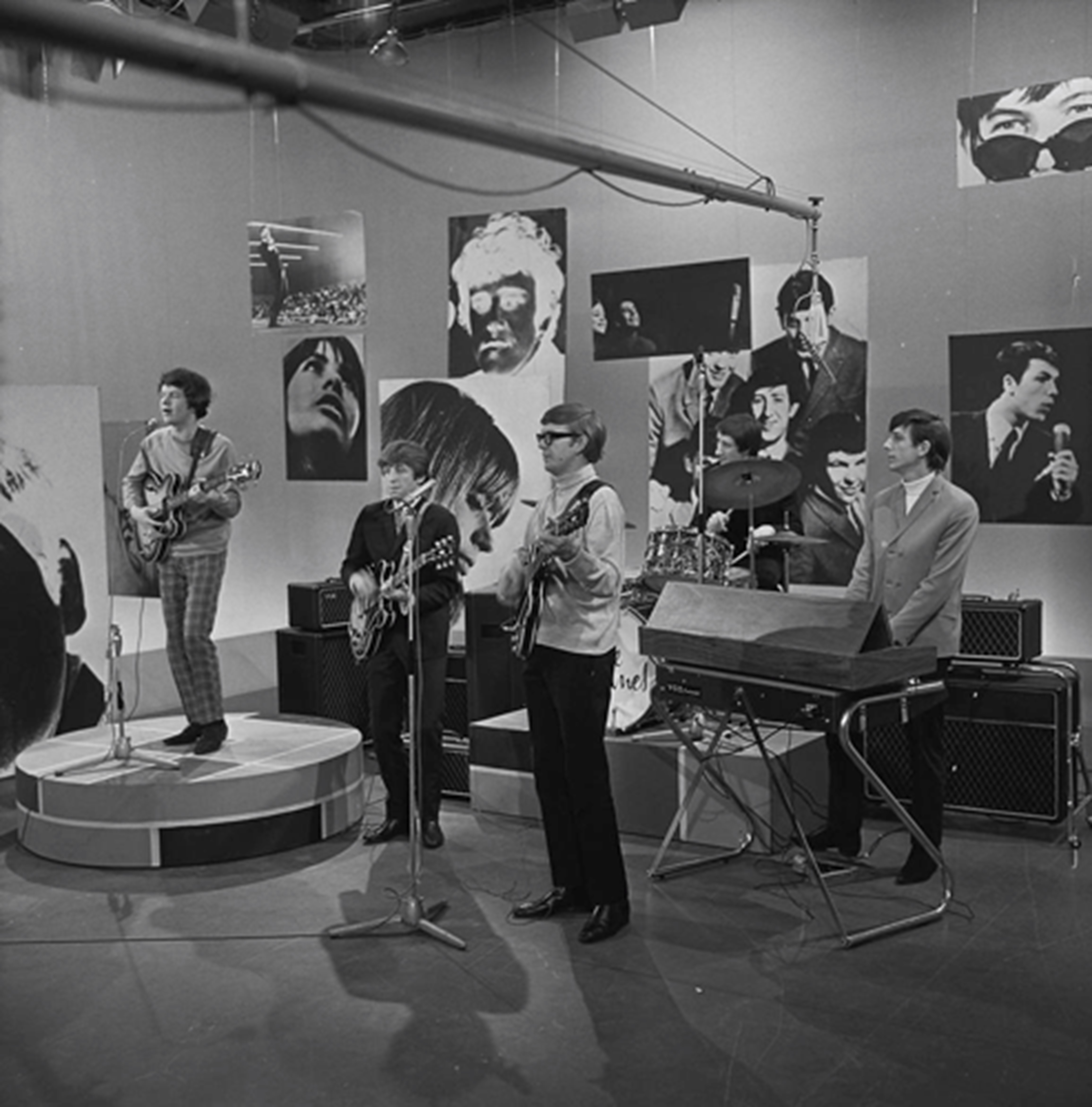
The Fortunes (1966)

Den Mangel an Charterfolgen überbrückte die Band mit Auftritten in Clubs und Jingles zu verschiedenen Fernseh- und Kinowerbefilmen, allen voran „The Real Thing“ für Coca-Cola. Das Comeback gelang Anfang der 1970er Jahre, als Greenaway und Cook ihnen mit den Songs „Here Comes That Rainy Day Feeling Again“ und „Freedom Come, Freedom Go“ in die obersten Plätze der Charts verhalf. Ein weiterer Erfolg gelang mit der Nachfolge-Single „Storm in a Teacup“, einem Lied, das Lynsey de Paul und Ron Roker geschrieben hatten. Diese Erfolge sicherten den Fortunes regelmäßige Live-Auftritte bis heute.
Eine treue Fangemeinde, besonders in den Niederlanden, und engagierte Unterstützer ermöglichten die Aufnahmen von zwei Alben 1999 (Some Bridges) und 2004 (Heroes Never Die), wobei zu letzterem wiederum Roger Cook einige Songs beigesteuert hatte.
Rod Allen spielte sein letztes Konzert im „Yeovil“ im November 2007. Kurz darauf wurde bei ihm Leberkrebs diagnostiziert. Auf seinen Wunsch hin treten die überlebenden Musiker, nun mit dem neuen Sänger Eddie Mooney, weiterhin als The Fortunes auf.
Rod Allen starb am 10. Januar 2008 und hinterließ seine Frau Margaret, seine Tochter Sharon, seinen Sohn Leigh und drei Enkelkinder.

## Mitglieder
- Barry Pritchard, * 3. April 1944 in Birmingham, England (Gitarre, Gesang)
- Glen Dale, * 2. April 1943 als Glenn Garforth in Deal, England (Gitarre, Gesang); † 13. Januar 2019
- Rod Allen, * 31. März 1944 als Rod Bainbridge in Leicester, England; † 10. Januar 2008 (Bass, Gesang)
- David Carr, * 4. August 1943 in Leyton, England; gestorben im Juli 2011 (Keyboard, Gesang)
- Andrew Brown, * 7. Januar 1946 in Birmingham, England (Schlagzeug, Gesang)
- Tony Britnell
- Gary Fletcher
- Chris Capaldi
- Shel McCrae
- George McAllister
- Johnny Davey
- John Trickett
- Ricky Persell
- Michael Smitham
- Paul Hooper
- Bob Jackson
- Geoff Turton
- Eddie Mooney